# 1989年英联邦政府首脑会议
1989年英联邦政府首脑会议（英語：1989 Commonwealth Heads of Government Meeting）为第11次英联邦政府首脑会议，于1989年10月18日至10月24日在马来西亚吉隆坡举行，由马来西亚首相马哈迪·莫哈末主持。
该届峰会主要针对南非的制裁问题，由外交大臣约翰·梅杰作为代表的英国是唯一反对制裁的国家，理由是制裁对贫穷南非人的伤害远超种族隔离制度。峰会以激烈的方式结束，英国首相玛格丽特·撒切尔发表了第二份最终公报，表明英国反对制裁。
《兰卡威环境宣言》在会上获得通过并发布。